# Hottentotta lorestanus
Espèce
Hottentotta lorestanus est une espèce de scorpions de la famille des Buthidae.

## Distribution
Cette espèce est endémique de la province du Lorestan en Iran. Elle se rencontre vers Boroudjerd.

## Description
La femelle holotype mesure 112,5 mm.

## Étymologie
Son nom d'espèce lui a été donné en référence au lieu de sa découverte, la province du Lorestan.

## Publication originale
- Navidpour, Nayebzadeh, Soleglad, Fet, Kovařík & Kayedi, 2010 : « Scorpions of Iran (Arachnida: Scorpiones). Part VI. Lorestan Province. » Euscorpius, no 99, p. 1-23 (texte intégral).